# Vienna (Metro de Washington)
Vienna es una estación en la línea Naranja del Metro de Washington, administrada por la Autoridad de Tránsito del Área Metropolitana de Washington. La estación se encuentra localizada en 2900 Nutley Street en Fairfax, Virginia. La estación Vienna fue inaugurada el 7 de junio de 1986.

## Descripción
La estación Vienna cuenta con 1 plataforma central. La estación también cuenta con 5,840 de espacios de aparcamiento, 54 espacios para bicicletas y con 56 casilleros.

## Conexiones
La estación es abastecida por las siguientes conexiones de autobuses: 
- Rutas del MetroBus y Fairfax Connector